# سیارک ۷۰۲

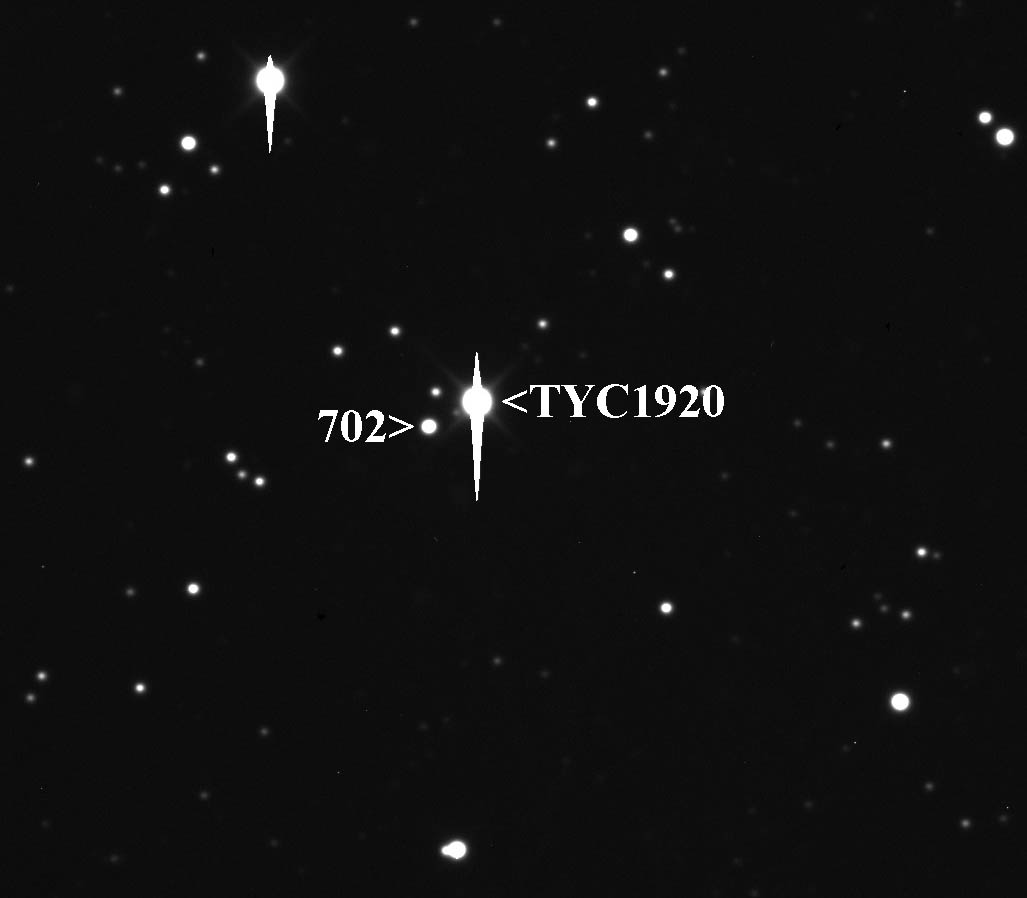
نمایی از سیارک ۷۰۲ در منظومهٔ خورشیدی - ۲۰۰۹

سیارک ۷۰۲ (به انگلیسی: 702 Alauda، نامگذاری:1910KQ) هفتصد و دومین سیارک کشف شده‌است که در ۱۶ ژوئیه ۱۹۱۰ و در هایدلبرگ کشف شد.
قدر مطلق سیارک برابر ۷٫۲۵ است.